# Adobe Persuasion
Adobe Persuasion （以前のAldus Persuasion ）は、かつてAldus CorporationによってMacintosh用に開発されていたプレゼンテーションソフトウェアである。 1994年にアルダスがアドビに買収された後、 Microsoft Windowsバージョンがリリースされたが、アドビは1997年9月に製品を終了した。
当時のMicrosoft PowerPointと異なるPersuasionの重要な機能は、スライドのテキストコンテンツを表すためにアウトラインを使用することだった。これは、スライドにすぐに反映される（逆も同様）。 後にPowerPointも同等の機能を提供した。

## バージョン履歴
- Aldus Persuasion 1.0。 Macintosh専用。 1988年にPeter Polashによって作られた[1]。
- Aldus Persuasion 2.0。 1989年、Macintosh用がリリース[2] 、1991年にはWindows用も作られた[3]。
- Aldus Persuasion 2.x [4]
- Adobe Persuasion 3.0。 Mac版とWindows版の両方があり、1995年にリリースされた[5][6]。Persuasion Playerにバンドルされていた。
- Adobe Persuasion 4.0。 1996年にリリースされた。 Mac版とWindows版が同時出荷され、各プラットフォームの同時エンドユーザーライセンスが付属している。これは、Adobe Acrobat Distiller 3.0、 Acrobat Reader 3.0、Persuasion Player、 Adobe Type Manager 、およびクリップアート、ムービー、サウンド、および20のフォントのコレクションにバンドルされていた。 Microsoft PowerPointファイルを直接変換するユーティリティが含まれている。